# Очилат славей
Очилат славей (Garrulax canorus) е вид птица от семейство Leiothrichidae.

## Разпространение и местообитание
Разпространен е във Виетнам, Китай и Лаос.